# Olivier Aubin-Mercier
Olivier Aubin-Mercier (ur. 23 lutego 1989 w Montrealu) – kanadyjski zawodnik mieszanych sztuk walki (MMA). Były zawodnik UFC oraz PFL, gdzie dwukrotnie zwyciężał turnieje mistrzowskie z lat 2022 i 2023 w wadze lekkiej.

## Życiorys
Urodzony i wychowany w Montrealu, Aubin-Mercier zaczął trenować judo od najmłodszych lat. Zdobył wtedy czarny pas i był dwukrotnym mistrzem kraju juniorów, a także trzykrotnym medalistą kraju w kat. seniorów. Ponadto rywalizował także o pozycję w dorosłej reprezentacji Kanady. Przez dwa lata uczęszczał do Cégep, studiując multimedia.
Aubin-Mercier kilka dni po zwyciężeniu po raz drugi turnieju PFL ogłosił zakończenie sportowej kariery w wieku 34 lat.

## Osiągnięcia

### Mieszane sztuki walki
- Professional Fighters League
  - 2022: Zwycięzca turnieju PFL w wadze lekkiej
  - 2023: Zwycięzca turnieju PFL w wadze lekkiej
- Ultimate Fighting Championship
  - Bonus za występ wieczoru (dwa razy) vs. Jake Lindsey, Evan Dunham[8][9]

## Lista zawodowych walk w MMA
| Wynik     | Bilans | Przeciwnik (bilans przed walką) | Rozstrzygnięcie                          | Runda | Czas | Rozgrywki                                                | Data       | Miejsce       | Uwagi                                                                                |
| --------- | ------ | ------------------------------- | ---------------------------------------- | ----- | ---- | -------------------------------------------------------- | ---------- | ------------- | ------------------------------------------------------------------------------------ |
| Wygrana   | 21-5   | Clay Collard (24-10)            | Decyzja (jednogłośna)                    | 5     | 5:00 | PFL 10: 2023 Championships                               | 24.11.2023 | Waszyngton    | Zwyciężył turniej PFL 2023 w wadze lekkiej. Main Event                               |
| Wygrana   | 20-5   | Bruno Miranda (16-3)            | TKO (ciosy pięściami w parterze)         | 2     | 4:41 | PFL 9: 2023 Playoffs                                     | 23.08.2023 | Nowy Jork     | Półfinały turnieju PFL 2023 w wadze lekkiej                                          |
| Wygrana   | 19-5   | Anthony Romero (12-1)           | KO (kolano)                              | 3     | 0:28 | PFL 6: 2023 Regular Season                               | 23.06.2023 | Atlanta       | Playoffy sezonu regularnego PFL 2023 w wadze lekkiej. Main Event                     |
| Wygrana   | 18-5   | Shane Burgos (15-3)             | Decyzja (jednogłośna)                    | 3     | 5:00 | PFL 2023 #3: Regular Season                              | 14.04.2023 | Las Vegas     | Playoffy sezonu regularnego PFL 2023 w wadze lekkiej                                 |
| Wygrana   | 17-5   | Steven Ray (25-10)              | KO (prawy hak)                           | 2     | 4:40 | PFL 2022 #10: Championship                               | 25.11.2022 | Nowy Jork     | Zwyciężył turniej PFL 2022 w wadze lekkiej                                           |
| Wygrana   | 16-5   | Alex Martinez (10-2)            | Decyzja (jednogłośna)                    | 3     | 5:00 | PFL 2022 #7: Playoffs                                    | 05.08.2022 | Nowy Jork     | Półfinały turnieju PFL 2022 w wadze lekkiej                                          |
| Wygrana   | 15-5   | Raush Manfio (16-3)             | Decyzja (jednogłośna)                    | 3     | 5:00 | PFL 2022 #4: Regular Season                              | 17.06.2022 | Atlanta       |                                                                                      |
| Wygrana   | 14-5   | Natan Schulte (21-4-1)          | Decyzja (niejednogłośna)                 | 3     | 5:00 | PFL 2022 #1: Regular Season                              | 20.04.2022 | Arlington     |                                                                                      |
| Wygrana   | 13-5   | Darrell Horcher (14-4)          | Decyzja (jednogłośna)                    | 3     | 5:00 | PFL 2021 #7: Playoffs                                    | 13.08.2021 | Hollywood     | Limit umowny do 72,2. Horcher nie wykonał wagi                                       |
| Wygrana   | 12-5   | Marcin Held (27-7)              | Decyzja (jednogłośna)                    | 3     | 5:00 | PFL 2021 #4: Regular Season                              | 10.06.2021 | Atlantic City | Debiut w PFL                                                                         |
| Przegrana | 11-5   | Arman Carukjan (13-2)           | Decyzja (jednogłośna)                    | 3     | 5:00 | UFC 240                                                  | 27.07.2019 | Edmonton      |                                                                                      |
| Przegrana | 11-4   | Gilbert Burns (13-3)            | Decyzja (jednogłośna)                    | 3     | 5:00 | UFC 231                                                  | 08.12.2018 | Toronto       |                                                                                      |
| Przegrana | 11-3   | Alexander Hernandez (9-1)       | Decyzja (jednogłośna)                    | 3     | 5:00 | UFC on Fox: Alvarez vs. Poirier 2                        | 28.07.2018 | Calgary       |                                                                                      |
| Wygrana   | 11-2   | Evan Dunham (18-6-1)            | TKO (kolano na korpus i ciosy pięściami) | 1     | 0:53 | UFC 223                                                  | 07.04.2018 | Brooklyn      | Bonus za występ wieczoru                                                             |
| Wygrana   | 10-2   | Anthony Rocco Martin (12-3)     | Decyzja (niejednogłośna)                 | 3     | 5:00 | UFC Fight Night: Rockhold vs. Branch                     | 16.09.2017 | Pittsburgh    |                                                                                      |
| Wygrana   | 9-2    | Drew Dober (17-7)               | Poddanie (duszenie zza pleców)           | 2     | 2:57 | UFC 206                                                  | 10.12.2016 | Toronto       |                                                                                      |
| Wygrana   | 8-2    | Thibault Gouti (11-1)           | Poddanie (duszenie zza pleców)           | 3     | 2:28 | UFC Fight Night: MacDonald vs. Thompson                  | 18.06.2016 | Ottawa        |                                                                                      |
| Przegrana | 7-2    | Carlos Diego Ferreira (11-2)    | Decyzja (jednogłośna)                    | 3     | 5:00 | UFC on Fox: Johnson vs. Bader                            | 30.01.2016 | Newark        |                                                                                      |
| Wygrana   | 7-1    | Tony Sims (12-2)                | Decyzja (jednogłośna)                    | 3     | 5:00 | UFC Fight Night: Holloway vs. Oliveira                   | 23.08.2015 | Saskatoon     |                                                                                      |
| Wygrana   | 6-1    | David Michaud (8-1)             | Poddanie (duszenie zza pleców)           | 3     | 3:24 | UFC 186                                                  | 25.04.2015 | Montreal      |                                                                                      |
| Wygrana   | 5-1    | Jake Lindsey (9-1)              | Poddanie (odwrotny trójkąt + kimura)     | 2     | 3:22 | UFC Fight Night: MacDonald vs. Saffiedine                | 04.10.2014 | Halifax       | Debiut w UFC. Powrót do wagi lekkiej. Bonus za występ wieczoru                       |
| Przegrana | 4-1    | Chad Laprise (7-0)              | Decyzja (niejednogłośna)                 | 3     | 5:00 | The Ultimate Fighter Nations Finale: Bisping vs. Kennedy | 16.04.2014 | Quebec        | Przegrał turniej wagi półśredniej The Ultimate Fighter Nations: Canada vs. Australia |
| Wygrana   | 4-0    | Jason Meisel (4-1)              | Poddanie (duszenie zza pleców)           | 1     | 1:38 | Challenge MMA 22                                         | 17.08.2013 | Montreal      |                                                                                      |
| Wygrana   | 3-0    | Jordan Jewell (2-1)             | Poddanie (duszenie zza pleców)           | 1     | 1:53 | Slamm 1                                                  | 30.11.2012 | Montreal      |                                                                                      |
| Wygrana   | 2-0    | Daniel Ireland (0-0)            | Poddanie (duszenie zza pleców)           | 1     | 1:10 | Ringside MMA 13                                          | 17.03.2012 | Montreal      |                                                                                      |
| Wygrana   | 1-0    | Guy Poulin (1-0)                | Poddanie (duszenie zza pleców)           | 1     | 0:58 | Ringside MMA 12                                          | 21.10.2011 | Montreal      | Debiut w zawodowym MMA                                                               |